# UCI Amèrica Tour 2017
L'UCI Amèrica Tour 2017 és la tretzena edició de l'UCI Amèrica Tour, un dels cinc circuits continentals de ciclisme de la Unió Ciclista Internacional. Està format per una trentena de proves, organitzades del 24 d'octubre de 2016 al 7 d'octubre de 2017 a Amèrica.

## Evolució del calendari

### Octubre 2016
| Data | Cursa             | País      | Cat. | Vencedor         | Equip               |
| ---- | ----------------- | --------- | ---- | ---------------- | ------------------- |
| 24-1 | Volta a Guatemala | Guatemala | 2.2  | Román Villalobos | Canel's Specialized |

### Desembre 2016
| Data  | Cursa                  | País       | Cat. | Vencedor      | Equip                |
| ----- | ---------------------- | ---------- | ---- | ------------- | -------------------- |
| 11    | Gran Premi de San José | Costa Rica | 1.2  | Pablo Alarcón | Canel's Specialized  |
| 13-25 | Volta a Costa Rica     | Costa Rica | 2.2  | César Rojas   | Frijoles Tierniticos |

### Gener
| Data  | Cursa            | País      | Cat. | Vencedor         | Equip                    |
| ----- | ---------------- | --------- | ---- | ---------------- | ------------------------ |
| 13-22 | Volta al Táchira | Veneçuela | 2.2  | Jonathan Salinas | Kino Táchira Royal Bikes |
| 23-29 | Volta a San Juan | Argentina | 2.1  | Bauke Mollema    | Trek-Segafredo           |

### Febrer
| Data | Cursa                             | País                 | Cat. | Vencedor       | Equip             |
| ---- | --------------------------------- | -------------------- | ---- | -------------- | ----------------- |
| 27-5 | Volta a la Independència Nacional | República Dominicana | 2.2  | Ismael Sánchez | Aero Cycling Team |

### Març
| Data | Cursa                 | País         | Cat. | Vencedor        | Equip                         |
| ---- | --------------------- | ------------ | ---- | --------------- | ----------------------------- |
| 30-2 | Joe Martin Stage Race | Estats Units | 2.2  | Robin Carpenter | Holowesko Citadel Racing Team |

### Abril
| Data  | Cursa             | País         | Cat. | Vencedor      | Equip         |
| ----- | ----------------- | ------------ | ---- | ------------- | ------------- |
| 7-16  | Volta a l'Uruguai | Uruguai      | 2.2  | Magno Nazaret | Soul Brasil   |
| 19-23 | Tour de Gila      | Estats Units | 2.2  | Evan Huffman  | Rally Cycling |

### Maig
| Data | Cursa                                                        | País         | Cat. | Vencedor            | Equip                         |
| ---- | ------------------------------------------------------------ | ------------ | ---- | ------------------- | ----------------------------- |
| 5    | Campionats Panamericans de ciclisme en contrarellotge sub-23 | Colòmbia     | CC   | José Rodríguez      | Equip nacional de Costa Rica  |
| 5    | Campionats Panamericans de ciclisme en contrarellotge        | Colòmbia     | CC   | José Luis Rodríguez | Equip nacional de Xile        |
| 6    | Campionats Panamericans de ciclisme en cursa en línia sub-23 | Colòmbia     | CC   | Matías Muñoz        | Equip nacional de Xile        |
| 7    | Campionats Panamericans de ciclisme en cursa en línia        | Colòmbia     | CC   | Nelson Soto         | Equip nacional de Colòmbia    |
| 29   | Winston Salem Cycling Classic                                | Estats Units | 1.2  | Robin Carpenter     | Holowesko-Citadel Racing Team |

### Juny
| Data  | Cursa                           | País   | Cat. | Vencedor      | Equip                    |
| ----- | ------------------------------- | ------ | ---- | ------------- | ------------------------ |
| 8-11  | Gran Premi ciclista de Saguenay | Canadà | 2.2  | Steve Fisher  | Hangar 15 Bicycles       |
| 14-18 | Tour de Beauce                  | Canadà | 2.2  | Andžs Flaksis | Holowesko Citadel Racing |

### Juliol
| Data  | Cursa                   | País         | Cat. | Vencedor                 | Equip                         |
| ----- | ----------------------- | ------------ | ---- | ------------------------ | ----------------------------- |
| 9     | Delta Road Race         | Canadà       | 1.2  | John Murphy              | Holowesko-Citadel Racing Team |
| 19-23 | Cascade Cycling Classic | Estats Units | 2.2  | Robin Carpenter          | Holowesko-Citadel Racing Team |
| 28-6  | Tour de Guadalupe       | França       | 2.2  | Sébastien Fournet-Fayard | Pro Immo Nicolas Roux         |
| 31-6  | Tour de Utah            | Estats Units | 2.HC | Rob Britton              | Rally Cycling                 |

### Agost
| Data  | Cursa            | País         | Cat. | Vencedor        | Equip                |
| ----- | ---------------- | ------------ | ---- | --------------- | -------------------- |
| 1-13  | Volta a Colòmbia | Colòmbia     | 2.2  | Aristóbulo Cala | Bicicletas Strongman |
| 10-13 | Colorado Classic | Estats Units | 2.HC | Manuel Senni    | BMC Racing Team      |

### Setembre
| Data | Cursa          | País   | Cat. | Vencedor     | Equip         |
| ---- | -------------- | ------ | ---- | ------------ | ------------- |
| 1-4  | Tour d'Alberta | Canadà | 2.1  | Evan Huffman | Rally Cycling |

### Octubre
| Data  | Cursa                  | País              | Cat. | Vencedor        | Equip           |
| ----- | ---------------------- | ----------------- | ---- | --------------- | --------------- |
| 1     | Tobago Cycling Classic | Trinitat i Tobago | 1.2  | Peter Schulting | Destil-Jo Piels |
| 11-15 | Volta a Xile           | Xile              | 2.2  | Nicolás Paredes | Medellín-Inder  |

### Proves anul·lades
| Data         | Prova                                        | País         | Cat. | Causa |
| ------------ | -------------------------------------------- | ------------ | ---- | ----- |
| 15-19 febrer | Tour de Costa Rica                           | Costa Rica   | 2.2  |       |
| 12-19 març   | Volta a Mèxic                                | Mèxic        | 2.1  |       |
| 29/3-2/4     | Volta a Rio Grande do Sul                    | Brasil       | 2.2  |       |
| 31/5-4/6     | Volta del Paranà                             | Brasil       | 2.2  |       |
| 5 juny       | Philadelphia Cycling Classic                 | Estats Units | 1.1  |       |
| 14 juliol    | Gran Premi de Boise                          | Estats Units | 1.2  |       |
| 24-27 agost  | Commonwealth Cycling Classic                 | Estats Units | 2.1  |       |
| 30/8-3/9     | Tour de Santa Catarina                       | Brasil       | 2.2  |       |
| 9 setembre   | The Reading 120                              | Estats Units | 1.2  |       |
| 24 setembre  | Copa Amèrica de ciclisme                     | Brasil       | 1.2  |       |
| 26/9-1/10    | Tour de Brasil-Volta de l'Estat de São Paulo | Brasil       | 2.2  |       |
| 27/9-1/10    | Tour de Rio                                  | Brasil       | 2.2  |       |
| 3-7 octubre  | Volta a Chihuahua                            | Mèxic        | 2.2  |       |

## Classificacions
- Font: Classificacions finals

| #   | Ciclista               | Equip              | Punts |
| 1.  | Serghei Ţvetcov (ROM)  | Jelly Belly-Maxxis | 361   |
| 2.  | Robert Britton (CAN)   | Rally Cycling      | 340   |
| 3.  | Nelson Soto (COL)      | Coldeportes-Zenú   | 275   |
| 4.  | Alex Howes (USA)       | Cannondale-Drapac  | 259   |
| 5.  | Robin Carpenter (USA)  | Holowesko Citadel  | 253   |
| 6.  | Gavin Mannion (USA)    | UnitedHealthcare   | 248   |
| 7.  | Evan Huffman (USA)     | Rally Cycling      | 247   |
| 8.  | Sepp Kuss (USA)        | Rally Cycling      | 220   |
| 9.  | Brent Bookwalter (USA) | BMC Racing Team    | 220   |
| 10. | Manuel Senni (ITA)     | BMC Racing Team    | 220   |

| #   | Equip               | País         | Punts |
| 1.  | Rally Cycling       | Estats Units | 1089  |
| 2.  | Holowesko Citadel   | Estats Units | 689   |
| 3.  | UnitedHealthcare    | Estats Units | 566   |
| 4.  | Jelly Belly-Maxxis  | Estats Units | 436   |
| 5.  | Coldeportes-Zenú    | Colòmbia     | 428   |
| 6.  | Canel's-Specialized | Mèxic        | 387   |
| 7.  | Soul Brasil         | Brasil       | 361   |
| 8.  | Medellín-Inder      | Colòmbia     | 341   |
| 9.  | Silber Pro Cycling  | Canadà       | 329   |
| 10. | Axeon-Hagens Berman | Estats Units | 307   |

| #   | País         | Punts |
| 1.  | Colòmbia     | 3455  |
| 2.  | Estats Units | 2089  |
| 3.  | Canadà       | 1213  |
| 4.  | Veneçuela    | 860   |
| 5.  | Argentina    | 715   |
| 6.  | Costa Rica   | 690   |
| 7.  | Equador      | 600   |
| 8.  | Xile         | 525   |
| 9.  | Brasil       | 462   |
| 10. | Guatemala    | 443   |

| #   | País         | Punts |
| 1.  | Colòmbia     | 1416  |
| 2.  | Estats Units | 580   |
| 3.  | Canadà       | 271   |
| 4.  | Costa Rica   | 248   |
| 5.  | Argentina    | 210   |
| 6.  | Equador      | 154   |
| 7.  | Veneçuela    | 129   |
| 8.  | Brasil       | 100   |
| 9.  | Mèxic        | 89    |
| 10. | Panamà       | 83    |